# Colubrina elliptica
Colubrina elliptica là một loài thực vật có hoa trong họ Táo. Loài này được (Sw.) Brizicky & W.L.Stern mô tả khoa học đầu tiên năm 1958.